# 聖格古爾島

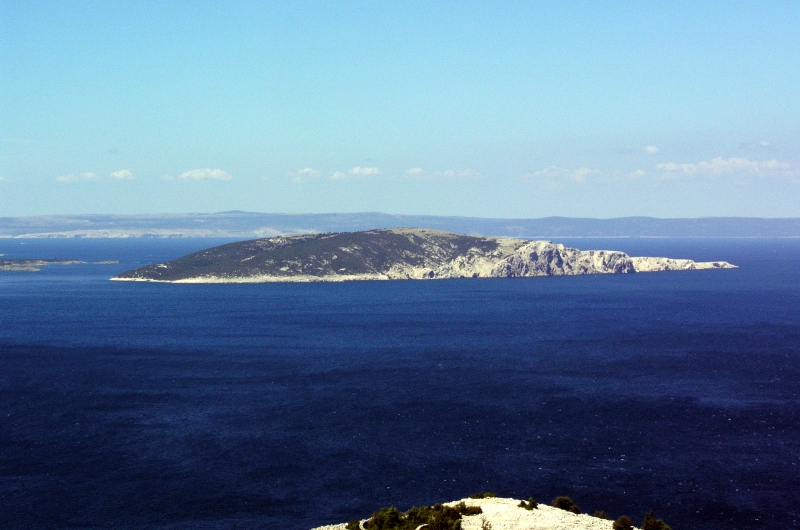

聖格古爾島是克羅地亞的島嶼，位於克爾克島和拉布島之間的亞得里亞海，面積6.7平方公里，最高點海拔高度226米，島上無人居住。
44°52′5″N 14°45′33″E / 44.86806°N 14.75917°E